# It Takes a Lot to Laugh, It Takes a Train to Cry
Pistes de Highway 61 Revisited
Tombstone Blues From a Buick 6
It Takes a Lot to Laugh, It Takes a Train to Cry est une chanson écrite par Bob Dylan parue en 1965 sur l'album Highway 61 Revisited. Elle apparaît également sur la compilation britannique Bob Dylan's Greatest Hits 2 (1967).

## Reprises
- Al Kooper et Stephen Stills sur l'album Super Session (1968).
- Blue Cheer sur l'album New! Improved! (1969).
- Martha Veléz sur l'album Fiends and Angels (1969).
- Leon Russell sur l'album Leon Russell and the Shelter People (1971).
- Merl Saunders, Jerry Garcia, John Kahn et Bill Vitt sur l'album Live at Keystone (1973).
- Tracy Nelson sur l'album Tracy Nelson (1974).
- Marianne Faithfull sur l'album Rich Kid Blues (1984).
- Taj Mahal sur l'album Tangled Up In Blues (1999).
- Little Feat sur l'album Chinese Work Songs (2000).
- Toto sur l'album Through the Looking Glass (2002).
- Robyn Hitchcock sur l'album This Is the BBC (2006).